# NIIT
NIIT（英語：National Institute of Information Technologies、日本語訳：中央情報技術専門学校）は、インドハリヤーナー州グルガーオンに本社を置くアジア最大規模の情報技術訓練および教育を提供する会社。

## 概要
1981年、青年起業家であるラージェーンドラ・パワール（en:Rajendra S. Pawar）とヴィジャイ・タダーニー（en:Vijay K. Thadani）により設立された。2004年にNIITは2つのグループに分化されることになり、本体であるNIIT Limitedと、ソフトウェア開発を行うNIITテクノロジーズができた。
世界30カ国以上に教育センターを設け、センターが設けられない場合はオンライン教室を持って解決し商品を提供している。100カ所以上の教育センターが中華人民共和国やアジア太平洋地域に展開し、アジア最大規模のIT教育機関のひとつと認められた。